# Provision pour frais (droit de la famille)
Pour les articles homonymes, voir Provision pour frais.
En droit de la famille québécois, la provision pour frais est une procédure qui permet de demander au tribunal que le défendeur verse au créancier alimentaire une somme d'argent pour les frais d'avocat encourus pour la demande en justice de nature alimentaire, quand la demanderesse est démunie, qu'elle agit pour ses enfants ou que le défendeur s'est mal comporté pendant l'instance. 

## Dispositions principales
Les principales dispositions sont aux articles 502 et 588 du Code civil du Québec, ainsi que l'article 416 du Code de procédure civile du Québec et l'art. 15.2 de la Loi sur le divorce.

« 502. Le tribunal peut ordonner à l’un des époux de verser à l’autre une pension alimentaire et une provision pour les frais de l’instance. »

« 588. Le tribunal peut accorder au créancier d’aliments une pension provisoire pour la durée de l’instance.
Il peut, également, accorder au créancier d’aliments une provision pour les frais de l’instance. »

« 416. Le tribunal peut ordonner à l’une des parties de verser à l’autre partie une provision pour les frais de l’instance si les circonstances le justifient, notamment s’il constate que sans cette aide cette partie risque de se trouver dans une situation économique telle qu’elle ne pourrait faire valoir son point de vue valablement. »

« 15.2 (1) Sur demande des époux ou de l’un d’eux, le tribunal compétent peut rendre une ordonnance enjoignant à un époux de garantir ou de verser, ou de garantir et de verser, la prestation, sous forme de capital, de pension ou des deux, qu’il estime raisonnable pour les aliments de l’autre époux. »

L'article 502 C.c.Q énonce le pouvoir général du tribunal d'octroyer la provision pour frais. 
L'article 588 C.c.Q. va plus dans les détails : il prévoit que le tribunal peut octroyer une pension provisoire pour la durée de l'instance, ainsi qu'une provision pour les frais de l'instance. 
L'article 416 CPC précise que les circonstances qui justifient peuvent inclure les inégalités économiques entre les époux.

## Critères d'octroi
D'après le Code civil annoté, les critères d'octroi sont :
- La nature et l'importance du litige
- Les moyens des parties
- Les comportements des parties
- Le montant de la pension alimentaire
- La protection du droit des enfants.

Quant au critère du comportement des parties, il faut savoir que la provision pour frais poursuit également un objectif de sanction d'un ex-époux qui ne collabore pas avec son ex-épouse à l'instance.
Et lorsque les procédures sont entreprises pour faire valoir les droits des enfants, la provision pour frais sera généralement accordée. Selon l'organisme sans but lucratif Inform'elle, « la provision sera généralement accordée dans le cadre de requêtes où l’on agit pour et au nom des enfants. Par exemple, dans le cas où le parent qui paie ou devrait payer une pension alimentaire refuse, de manière injustifiée et abusive, de verser le support financier nécessaire à ses enfants ».
Le pouvoir du juge d'accorder la provision pour frais est discrétionnaire. 
En général, les frais de justice ne sont pas payés par l'autre partie en droit de la famille (art. 340 al. 2 CPC ), mais la provision pour frais vise un cas particulier qui constitue une exception à cette règle.

## Autre sanction
Il ne faut pas confondre la provision pour frais avec la sanction pour manquement au devoir d'information réciproque de l'art. 596.1 al.2 C.c.Q.. Il s'agit d'un cas distinct où un parent doit payer, outre les frais de justice, des dommages-intérêts pour compenser le dommage subi et notamment les frais d'avocat de l'autre parent s'il manque à son devoir l'informer à propos d'un changement dans l'état de ses revenus. Par exemple, un parent qui déménage dans une autre ville et qui ne tient pas à jour l'autre parent à propos de l'augmentation de ses revenus pourrait subir cette sanction.